# Кесанг Чукі Дорджі
Кесанг Чукі Дорджі (дзонґ-ке སྐལ་བཟང་ཆོས་སྐྱིད་རྡོ་རྗེ, англ. Kesang Chuki Dorjee) — бутанська режисер документальних фільмів, телеведуча і політична діячка, член Національної ради Бутану з 2015 до нині.
Кесанг Чукі Дорджі народилась 12 червня 1976 року в Нью-Йорку (США). Вона отримала диплом про середню освіту в Міжнародній школі Вудсток (англ. Woodstock International School) в Індії та диплом бакалавра з політології в Жіночому коледжі Індрапрастха (1995—1998) в Делійському університеті.
В 1999—2006 вона працювала старшим телепродюсером, ведучою в Службі радіомовлення Бутану. Також вона була директором правління Бутанської енергетичної корпорації (англ. Bhutan Power Corporation Limited). В 2006—2015 працювала директором KCD Productions, була телеведучою, режисером документальних фільмів. Як режисер зняла понад 10 фільмів, найбільш відомими з яких є «Nangi Aums to Go-thrips» (Домогосподарки в лідери, англ. Housewives to Leaders, 2011) про проблеми бутанських жінок, які грають публічні ролі (досліджуються культурні та соціальні уявлення, що перешкоджають участі жінок у суспільному житті), та «Молода демократія» (англ. A Young Democracy, 2008), що прослідковує кампанії двох кандидатів на перших в історії демократичних виборах в Бутані.
В 2015 році Король Бутану призначив її членом Національної ради Бутану, де вона до 2018 року була заступником голови Комітету з питань соціальної культури та заступником голови Парламентської групи бутано-індійської дружби. Після виборів 10 травня 2018 року, вона знов була призначена членом Національної ради Бутану, де є Головою Комітету з соціальних і культурних питань. Як депутат, а також заступник голови та голова Комітету з соціальних і культурних питань Національної ради Бутану Кесанг Чукі Дорджі займалася проблемами підліткової вагітності, сексуального насильства над дітьми, сексуальних домагань, торгівлі людьми.